# Middelburg
Middelburg ( nizozemsko: [ˈmɪdəlbʏr(ə)x] ()) je mesto in občina na jugozahodu Nizozemske, ki je glavno mesto province Zeeland. Nahaja se na osrednjem polotoku province Zeeland, Midden-Zeeland (sestavljen iz nekdanjih otokov Walcheren, Noord-Beveland in Zuid-Beveland), ima približno 48.000 prebivalcev. Mesto leži zračne črte približno 75 km jugozahodno od Rotterdama, 60 km severozahodno od Antwerpna in 40 km severovzhodno od Brugesa.
Kar zadeva tehnologijo, je Middelburg igral vlogo v znanstveni revoluciji v zgodnjem modernem obdobju. Mesto je bilo zgodovinsko središče izdelovanja leč v zlati dobi nizozemske znanosti in tehnologije. Izum mikroskopa in teleskopa se pogosto pripisuje izdelovalcem očal iz Middelburga (vključno z Zachariasom Janssenom in Hansom Lippersheyem ) v poznem 16. in zgodnjem 17. stoletju.

## Zgodovina
Mesto Middelburg verjetno sega v pozno 8. ali zgodnje 9. stoletje. Prva omemba Middelburga je bila kot eno od treh utrjenih mest ( borgov ), postavljenih na Walcherenu (takrat otoku) za zaščito pred vpadi Vikingov. Leta 844 je bil na tem mestu zgrajen samostan, ki je ostal aktivna katoliška ustanova do reformacije. Temelji za »veličastno in slikovito« glavno cerkev Middelburga so bili prvič postavljeni v 10. stoletju; dodatna gradnja se je nadaljevala skozi srednji vek.
Leta 1217 je Middelburg dobil mestne pravice. V srednjem veku je postal pomembno trgovsko središče v trgovini med Anglijo in vzpenjajočimi se mesti Flandrije, kar je komentiral Geoffrey Chaucer v Canterburyjskih zgodbah. Mesto je v 13. in 14. stoletju še naprej pridobivalo na moči in ugledu.
Od leta 1559 do 1603 je bil Middelburg škofovski sedež katoliške škofije, ki je pokrivala celotno Zelandijo. V osemdesetletni vojni so španske sile med dolgim obleganjem (1572–1574) zavzele Middelburg. Severne province prvotnih nizkih dežel so se osamosvojile od nekdanjih španskih habsburških vladarjev in oblikovale Nizozemsko, protestantsko državo. Kasneje, v 17. stoletju (nizozemska zlata doba), je Middelburg po holandski metropoli Amsterdamu postal najpomembnejše središče nizozemske vzhodnoindijske družbe (VOC) v Republiki sedmih Združenih Nizkih dežel. Kot tak je imel Middelburg tudi pomembno vlogo v trgovini s sužnji v 17. stoletju. 
Samuel Ben Israel, sin Menasseha Ben Israela, je pokopan v Middelburgu na sefardskem grobišču, ki se nahaja na 'Jodengang' zunaj mestnega obzidja. Menasseh Ben Israel se je s Cromwellom pogajal o odprtju Anglije in njenih kolonij Judom. Middelburg ima tudi aškenaško grobišče, ki se nahaja na Walensingelu znotraj mestnega obzidja. Leta 1994 je bila sinagoga obnovljena, saj je bila med drugo svetovno vojno delno uničena. Ta sinagoga je bila tretja sinagoga, zgrajena na Nizozemskem v zlati dobi. V avli železniške postaje je spominska plošča zelandskim Judom, ki so svojo pot v taborišča smrti začeli z železniške postaje Middelburg.
Približno tretjino starega mestnega jedra so v zgodnjih fazah druge svetovne vojne, 17. maja 1940, opustošile bombe in požar. Še vedno ni gotovo, ali so bili odgovorni nemški bombniki ali francosko topništvo. Mesto so zavzele in osvobodile britanske enote med operacijo Infatuate 6. novembra 1944. Po vojni je bil porušeni del starega mestnega jedra v največji možni meri ponovno zgrajen in obnovljen po predvojnem vzorcu. Mestni arhiv pa je bil med nemškim bombardiranjem sežgan.
Sodobni Middelburg je ohranil in pridobil velik del svojega zgodovinskega in slikovitega značaja. Ob kanalih stojijo razkošne trgovske hiše in skladišča iz 17. in 18. stoletja, ki so podobne slogu v mestih, kot je Amsterdam. Stari mestni jarki so še vedno tam, prav tako dvoja mestna vrata, Koepoort Gate in Varkenspoort Gate. Del jarka in obrambnih del iz 18. stoletja pa je bil v 19. stoletju porušen, da bi naredili prostor za komercialni kanal, ki prečka Walcheren od Vlissingena do Veereja. Srednjeveška opatija je še danes v uporabi kot muzej in kot sedež deželne vlade.

## Pomembni domačini
Ambrosius Bosschaert starejši (1573–1621) je bil slikar tihožitij nizozemske zlate dobe, ki je večino svojega življenja delal v Middelburgu. Imel je tri sinove, Johannesa Bosschaerta (1606/08– 1628/29), Ambrosiusa Bosschaerta II . (1609–1645) in Abrahama Bosschaerta mlajšega (1612–1643), ki so bili nizozemski slikarji zlate dobe.
Slikar Pieter Gaal (1769–1819) se je rodil, naselil in umrl tukaj, potem ko je potoval po Evropi, da bi slikal.
Drugi znani meščan Middelburga je bil admiral in raziskovalec Jacob Roggeveen, ki se je v mestu rodil leta 1659 in tam umrl leta 1729. Roggeveen je na velikonočno nedeljo, 6. aprila 1722, odkril Velikonočni otok (Rapa Nui) v južnem Tihem oceanu. Nadaljnja odkritja na istem potovanju so vključevala otoke skupine Tuamotu, ki so zdaj del Francoske Polinezije.
Tu se je leta 1723 rodila znanstvenica in pesnica Petronella Johanna de Timmerman. Leta 1774 je bila sprejeta za častno članico akademije Kunstliefde Spaart Geen Vlijt. Akademiji je predstavila tudi pesmi, prevedene iz francoskih dram. Umrla je v Utrechtu leta 1786.

### Umetnosti
- Hortensia del Prado (? - 1627) nizozemska hortikulturistka in plemkinja
- Adrianus Valerius (ok. 1575 – 1625) nizozemski pesnik in skladatelj
- Jacob van Geel (okrog 1585 – 1648) nizozemski slikar zlate dobe.
- Christoffel van den Berghe (ok. 1590 – ok. 1645) nizozemski slikar krajin zlate dobe
- Balthasar van der Ast (1593/94 – 1657) nizozemski slikar zlate dobe
- Pieter de Putter (pribl. 1600 – 1659) nizozemski slikar tihožitij
- Daniël de Blieck (okrog 1610 – 1673) nizozemski slikar, risar in arhitekt iz zlate dobe
- Philips Angel I (1616–1683) nizozemski slikar tihožitij
- Ariana Nozeman (1626/1628 – 1661) prva igralka na Nizozemskem
- Pieter Borsseler (ok.1633 – ok.1687) nizozemski portretni slikar, ugleden v Angliji
- Pieter Bustijn (1649–1729) skladatelj, organist, čembalist in karijonist
- Adriaen Coorte (ok. 1665 – ok. 1707) nizozemski slikar tihožitij zlate dobe
- Barend Cornelis Koekkoek (1803–1862), nizozemski krajinski umetnik in litograf
- Suzanna Sablairolles (1829–1867) nizozemska gledališka igralka
- Anna Adelaïde Abrahams (1849–1930), nizozemska slikarka tihožitij
- Henri Eduard Beunke (1851–1925) nizozemski pisatelj, znan po svojem literarnem regionalističnem delu
- Herman Johannes van der Weele (1852–1930) nizozemski slikar 2. haaške šole
- Pieter Cornelis Boutens (1870–1943) nizozemski pesnik, klasik in mistik
- Joost Baljeu (1925–1991) nizozemski slikar, kipar in pisatelj
- Paul van der Feen (rojen 1978), nizozemski saksofonist
- Carolyn Lilipaly (rojena 1969), nizozemska voditeljica poročil in igralka [7]
- Stefan de Vries (rojen 1970), nizozemski pisatelj in novinar [8]

## Galerija
- Dam in Prins Hendrikdok
- Nekdanja mestna hiša
- Pogled na Lange Jan s postaje
- Londonski Kaai
- Blizu mestnih vrat, Kuiperspoort
- Mlin na veter Hoop

## Promet
Middelburg ima železniško postajo z medkrajevnimi povezavami z vlakom do Vlissingena, Goesa, Roosendaala, Rotterdama, Haaga, Leidna, Haarlema in Amsterdama . Vsako uro vozijo štirje vlaki v obe smeri. 